# Jarebkovitsa
Jarebkovitsa (Bulgaars: Яребковица) is een dorp in het westen van Bulgarije. Het dorp is gelegen in de gemeente Samokov in de oblast Sofia. Het dorp ligt 35 km ten zuidwesten van Sofia.

## Bevolking
Jarebkovitsa telde op 31 december 2020 slechts 2 inwoners, een daling ten opzichte van 3 inwoners in 2011, 27 inwoners in 1985, 131 inwoners in 1965 en het maximum van 537 inwoners in 1946.
|  |

Alle 3 inwoners identificeerden zichzelf in februari 2011 als etnische Bulgaren (100%).
| Etniciteit   | Aantal | %    |
| ------------ | ------ | ---- |
| Bulgaren     | 3      | 100% |
| Turken       | ...    | ...  |
| Roma         | ...    | ...  |
| Overig       | …      | …    |
| Respondenten | 3      |      |

Alino · Beltsjin · Beltsjinski Bani · Beli Iskar · Dolni Okol · Dospej · Dragoesjinovo · Goetsal · Gorni Okol · Govedartsi · Jarebkovitsa · Jarlovo · Klisoera · Kovatsjevtsi · Lisets · Madzjare · Mala Tsarkva · Maritsa · Novo Selo · Popovjane · Prodanovtsi · Radoeil · Rajovo · Relovo · Sjipotsjane · Sjiroki Dol · Samokov · Zlokoetsjene